# Meroptera
Meroptera is een geslacht van vlinders van de familie snuitmotten (Pyralidae), uit de onderfamilie Phycitinae.

## Soorten
- M. abditiva Heinrich, 1956
- M. anaimella Blanchard & Knudson, 1985
- M. cviatella Dyar, 1905
- M. mirandella Ragonot, 1893
- M. pravella Grote, 1878